# 嬌蠻貓娘大橫行！
《嬌蠻貓娘大橫行！》是松智洋撰寫、Peco（ぺこ）繪製插畫的日本輕小說作品，集英社《Super Dash文庫》出版發行。繁體中文版本由台灣青文出版社代理發行。
漫畫版在《Jump Square》2010年2月號開始連載，由矢吹健太朗作畫。此外，電視動畫於2010年4月開始播放。
2010年8月1日於2010年第11屆漫畫博覽會，松智洋、Peco與矢吹健太朗皆由青文出版社邀請來台，成為首次讓小說原作、小說插畫和漫畫版作者共同舉辦簽名會的首例。

## 故事簡介
在與to love（出包王女）同個世界觀的日本，都築巧和沒有血緣的姊姊都築乙女一同生活，經營著倒閉邊緣的西點店「斯特雷凱滋」（Stray Cats），由都築乙女當店長，都築巧負責營運；此外，都築巧的青梅竹馬芹澤文乃也在店裡打工。所有的故事就從喜歡幫助別人的都築乙女撿回一個擅長模仿貓的美少女霧谷希開始……

## 登場人物
- 流浪貓

都筑家經營的糕點店。 少女的父母在一場意外中喪生，於是少女接管了這家店。 剛開始工作時，店主的處女身手嫻熟，由兼職文員文野負責，但後來成為糕點師的希美成為了糕點師，千代和心成為了兼職文員. 蛋糕的味道不是特別值得一提，但由於稀有，所以味道要好得多。
都築巧（聲優：岡本信彥、壽美菜子（幼少時代））
本作主角。就讀私立梅之森學園二年D班。是個有點宅的高中生，每天都被個性鮮明的朋友們耍得團團轉，西點店「stray cats」的經營者。
和青梅竹馬文乃一起在育幼院長大。原本是棄嬰，被經營孤兒院的芹澤修女收養。孤兒院在巧六歲的時候倒閉，無家可歸的巧被乙女和她的養父母收養，也因此和乙女變成沒有血緣關係的姐弟。養父母在乙女高中畢業時因為交通事故而身亡。
雖然「stray cats」的店長是乙女，實際經營幾乎都落在巧的身上，常因經營問題感到煩惱，也不太能夠和同學出遊及參加社團活動。相當有人望。青梅竹馬文乃、學校經營者的孫女千世、來到店裡的流浪貓希，以及男性友人大吾郎與家康等人，都和巧的感情很好。
認識文乃很久，也是造就文乃今日個性的禍首之一。還曾跟文乃約定過『我一定會保護你』。對彼此都很了解，一開始是唯一能看穿文乃謊言的人，也是文乃暴力行為的最大受害者。文乃的暴力行為大部分都是巧自作自受（文乃底線太高），而那自作自受通常都是不經意的。
和同性友人大吾郎和家康兩人有堅定的友情，作品中常表現出彼此間不必說出口的信賴。情人節時也對大吾郎和珠緒的關係盡了一份心力。
個性敦厚、誠懇。和乙女一樣，在幫助別人的時候，行動力比任何人都強。把「stray cats」中的人們都當成自己家人，都把他們當成自己最重要的人。在戀愛方面表現十分遲鈍、被動、優柔寡斷，對少女們的積極行動給不出明確的答案，讓喜歡巧的女孩子們非常煩惱。自從被叶繪點出有好幾個女孩子喜歡他時，做出「對每個人都很喜歡，沒辦法從中選擇」這種優柔寡斷的答案，結果到小說結局也還是沒有答案。
成績很不好，有在期末考前讓三名少女教他功課的場面。隨著故事進行，漸漸感到自己不夠有擔當。
將來的夢想是住在有可愛庭院的獨棟建築中，和溫柔的太太、可愛純真的兩個小孩過著快樂的生活。
芹澤文乃（聲優：伊藤加奈惠）
本作女主角之一。就讀私立梅之森學園2年D班。在西點店「stray cats」打工。
想接近她會受到威嚇，但有時會靠過來撒嬌，像是個性高傲的貓。
頭髮綁著紅色緞帶，犬齒相當顯眼，外表可愛的美少女。小時候因備受周遭欺負，看了不忍心的巧說：『如果被罵，就要加倍罵回去！當別人說去死，就說去死兩次！悲傷的時候就更加要笑！』然而「去死兩次吧你」這句話就成了她的口頭禪，非常生氣時也會改成說「去死一萬次吧你」。強烈的踢擊相當有特色。言不由衷，常說出和心裡想法相反的話（像是「討厭＝喜歡」，「別過來＝過來」等等），是個重度傲嬌的少女。因為這種個性而樹立不少敵人。
和巧一樣都是在孤兒院長大，現在和當時經營孤兒院的芹澤修女一起住在教會。雙親都在意外中喪生。
從孤兒院時代開始就和巧很要好，常被巧幫助，因而產生感謝心情和戀愛的情愫。非常喜歡巧，卻沒辦法誠實面對自己的想法，又很容易害羞，導致自己的心情一直沒辦法傳達給巧。在喜歡巧的其他少女行動時常會妒火中燒。在希離家出走時趁亂告白（告白時她說了3次「討厭」和2次「喜歡」），一直等著巧的答覆（隨著故事進行，巧漸漸開始懷疑當時的告白是不是自己的幻想）。認為自己的想法已經傳達給巧，對沒有回應的巧十分不滿，後來對巧的攻擊更加強烈（踢增加一成、拳頭增加兩成威力）。
外表出色，在男學生當中很有人氣，但因為對巧的暴力和謾罵行為讓人敬而遠之而沒什麼朋友。好朋友只有千世、希、叶繪等人。故事初期文乃與千世互相爭奪巧，加上個性不合，兩人關係惡劣，整天爭執不完，但在希加入後關係漸漸和緩，在運動會騷動時希的活躍對兩人的關係有最顯著的影響。文乃得知千世和希都喜歡巧後，對兩人保持著既是朋友又是情敵的關係。在巧想前往德國留學產生騷動時，有描寫文乃想要守護兩個重要夥伴的心情。常幫沒見過世面的希踩煞車。叶繪也是文乃的好朋友，運動會時文乃和她一起參加兩人三腳，也常找她傾訴自己對巧的心意，兩人對彼此相當信賴。
個性完全不坦率，又很容易害羞。長期和巧與乙女相處，受到兩人影響，對他人非常關心，會因為顧慮別人而無法做出行動，就算犧牲自己也要保護自己的伙伴。曾把自己一個人把事情悶在心裡，讓巧和千世非常擔心。
運動、讀書都很擅長，對編織、料理等女性化的活動則完全不行。
天敵是叶繪和芹澤修女，常被開和巧有關的玩笑。
梅之森千世（聲優：井口裕香）
本作女主角之一。就讀私立梅之森學園2年D班。在西點店「stray cats」打工。
外表像小學生的美少女。被文乃稱為「洗衣板幼兒體型」。家裡非常有錢，是梅之森學園園長的孫女，所以非常自我中心，雙親因為工作緣故總是不在家，身邊的親人只有祖父一人，也因此覺得很寂寞。看似是一位非常任性的小女孩，但內心卻是希望有人關心。在千世初中部入學的那一天，在走廊跌倒卻沒有人幫助他，只有巧伸出了援手，也因此開始對巧有好感。喜歡讓人把手放在她手上，表示遵從之意和文乃一樣為了尋求溫情和家族愛而接近巧。曾經想把「stray cats」弄倒，好讓大家陪在她身邊，不過因為巧說的話，讓她回心轉意，也因此成為「stray cats」的店員之一。把巧當成她的僕人，跟文乃一樣很喜歡巧。
霧谷希（聲優：竹達彩奈）
本作女主角之一。就讀私立梅之森學園2年D班。西點店「stray cats」的糕點師傅。
個性文靜，不常主張自己的想法，但總是不知不覺就佔到最好的位置撒嬌。生氣時會咬人。
離家出走時被乙女撿回家。不常說話，總是面無表情的美少女。髮型看起來有點像貓耳。萬能型的天才少女，在學習、運動、鋼琴演奏等方面都有出色的天份。沒見過世面，個性有點天然呆。對會受到目光注目的行為沒什麼抵抗，跳舞、Cosplay、唱歌都會盡情發揮。
特技是模仿貓、能安撫貓和千世的摸摸頭（通稱金手指、神之手）與做蛋糕。口頭禪為「喵」。
故事一開始在路上徘徊時被乙女撿回家，不談論關於自己的事，只知道她的名字，不知她是來自何方。來到「stray cats」後第一次挑戰做蛋糕，發揮出驚人手藝，做出來的成品完全看不出是初學者，被乙女任命為包吃包住的糕點師傅。起初不對他人解除心防，過著隨時都能離開的日子。在店裡待久後漸漸受到感化，開始認為待在「stray cats」（或是巧的身邊）也不錯。在她注意到文乃對巧的心意後，為了文乃而企圖離開「stray cats」，隨後在「stray cats」的成員的說服下回到店裡。當時巧對她說可以把他當成自己家人而深受感動，慢慢的對人解除心防。後來一邊在「stray cats」當糕點師傅一邊上學，並積極的接近巧。
四摩子看到流浪貓同好會拍的動畫（希主演）後，發現希的下落，來到「stray cats」，企圖把希帶回村雨學園。希在孤兒保護所村雨學園長大，受到優秀的教育，但發現過於優秀的自己搶了其他孩子的容身之處後離家出走，離開了村雨學園。受到過去經驗的影響，討厭搶奪他人的容身之處與讓人哭泣，對同時和文乃與千世一起喜歡上巧感到煩惱，在運動會中介入文乃和千世的爭執中，同時對文乃和千世宣示自己也喜歡巧，造成三強鼎立的局面，自此更加積極的接近巧。後來和四摩子維持良好關係，四摩子有送她一隻手機，希也曾經回村雨學園探視。
個性溫和卻很有行動力，好奇心旺盛，天不怕地不怕，有點天然呆，偶爾也會失敗。
認為文乃、千世是重要的朋友，希望能夠一直保持良好關係。
喜歡流浪貓同好會的每個成員，除了家康只有普通以外。
都築乙女（聲優：佐藤聰美）
巧的姐姐，「stray cats」的店長。
喜歡幫助別人，曾經因為要幫助有困難的人：就算是國外發生的戰爭也會前往阻止，在森林火災時前往幫忙救火，在快要被海水淹沒的偏僻小島搬石頭以防小島遭到淹沒，幫助破產的一家人躲債到塞班島等。
只要是和幫助別人有關，什麼技術都能學會，比如英文、格鬥技都是跑去幫助別人回來後就達到專家等級，但不知為何做蛋糕的技巧都無法提升。
愛亂撿東西，在路邊撿了十五隻貓，在街上撿到了從教會逃出的巧，在車站前撿到了從機構中逃走的希等。
有著豐滿的胸部，比基尼一穿就斷，眼睛無法直接看到腳趾。
鳴子葉繪（聲優：堀江由衣）
芹澤文乃的好友，也是文乃班上的班長。非常喜歡抓文乃的胸部。
竹馬園夏帆（聲優：田村由香里）
三年級生。祖父和梅之森家當主有深交，表面是純正的大小姐模樣，實際上是個十分可愛的少女，有點Ｓ的傾向。忌妒千世。巧的初吻對象，同樣初吻給了巧。
可是在小說第五卷不僅被迷途小貓同好會視為朋友，還愛上了巧。
十和野心
就讀私立梅之森學園1年A班。流浪貓同好會的新成員。在「stray cats」幫忙。
是俗稱的「腐女」，能通過家康的超難宅知識問答測驗。國中時因為興趣被排擠而拒絕上學，上高中後為了避免事態重演，都不和班上同學交流，隱藏自己的興趣，隨著和流浪貓同好會成員的交流漸漸解除心防。在第七集最後，因為誤解了仁的話，又逃離了現場，後來巧解開了誤會並把她帶回來。
當時巧的溫柔話語讓她喜歡上巧，「stray cats」的三名少女帶著複雜的心情歡迎她加入。
菊池家康（聲優：吉野裕行）
都築巧的好友，喜愛2次元美女，阿宅一個。
幸谷大吾郎（聲優：間島淳司）
都築巧的好友，某流派的傳人，有著強壯的體魄。似乎跟家康有超越友誼的關係。
第五集與藤野珠緒訂婚。
藤野珠緒（聲優：南里侑香）
故事中後半段所出現的人物，是三年級的學姐，看起來成熟，卻也和鳴子一樣抱有愛玩的心。為輕音樂社社員。
在第五集少女心與情人節篇向幸谷大吾郎告白。
佐藤一美（聲優：佐藤利奈）
梅之森家的女僕，負責服侍梅之森千世，短髮。與都築巧同樣就讀私立梅之森學園2年級。
鈴木裕子（聲優：新井里美）
梅之森家的女僕，負責服侍梅之森千世，綁辮子。就讀私立梅之森學園3年級。
田中
梅之森家的總執事。
穗花（聲優：日高里菜）
動畫原創角色。追小鳥時迷路，巧遇乙女，被乙女帶回「stray cats」，後來還是被自己的母親帶回去。
穗花的母親（聲優：生天目仁美）
動畫原創角色。
柴田仁
就讀私立梅之森學園1年A班。家裡開牙科診所。
田端
夏帆的女僕，是個巨乳冒失娘，就讀私立梅之森學園1年B班。
庫利蘇·歐透
惠麻·歐透
克里斯·藍道
在第4集一開始便向乙女求救，其實其目的是為了藉由乙女來找爸爸，後來也還是被自己的母親帶回去。
艾瑪·藍道
克里斯的母親。
升田薰
克里斯的父親。
村雨四摩子（聲優：能登麻美子）
村雨教育機構負責人，也是希的監護人。故事中一直希望希能回機構裡。

## 戲劇CD
在TV動畫播出之前，由Frontier Works於2010年3月25日發行的電視劇原版CD。
擔當聲優與TV動畫版相同，劇本由松智宏編寫。

## 出版書籍

### 小說
| 冊數 | 副標題 | 中文副標題               | 集英社         | 集英社                                                                        | 青文出版社     | 青文出版社             |
| 冊數 | 副標題 | 中文副標題               | 發售日期       | ISBN                                                                          | 發售日期       | ISBN                   |
| ---- | ------ | ------------------------ | -------------- | ----------------------------------------------------------------------------- | -------------- | ---------------------- |
| 1    |        | 我可沒要你撿我回家喔！！ | 2008年10月24日 | ISBN 978-4-08-630450-4                                                        | 2010年1月20日  | ISBN 978-986-256-163-8 |
| 2    |        | 我允許你撿我回家唷！？   | 2008年12月25日 | ISBN 978-4-08-630463-4                                                        | 2010年4月22日  | ISBN 978-986-256-271-0 |
| 3    |        | ……撿我嗎？               | 2009年2月25日  | ISBN 978-4-08-630471-9                                                        | 2010年7月28日  | ISBN 978-986-256-400-4 |
| 4    |        | 看我把你們通通撿回家♪    | 2009年4月24日  | ISBN 978-4-08-630482-5                                                        | 2010年10月25日 | ISBN 978-986-256-522-3 |
| 5    |        | 您當真要撿我回家？       | 2009年6月25日  | ISBN 978-4-08-630490-0                                                        | 2010年12月25日 | ISBN 978-986-256-605-3 |
| 6    |        | 撿回家之後該怎麼做呢？   | 2009年8月25日  | ISBN 978-4-08-630500-6                                                        | 2011年2月9日   | ISBN 978-986-256-652-7 |
| 7    |        |                          | 2009年11月25日 | ISBN 978-4-08-630515-0                                                        |                |                        |
| 8    |        |                          | 2010年3月25日  | ISBN 978-4-08-630538-9                                                        |                |                        |
| 9    |        |                          | 2010年7月23日  | ISBN 978-4-08-630556-3                                                        |                |                        |
| 10   |        |                          | 2011年8月25日  | ISBN 978-4-08-630556-3                                                        |                |                        |
| 11   |        |                          | 2011年11月25日 | ISBN 978-4-08-630641-6（通常版） ISBN 978-4-08-907032-1（廣播劇CD預約限定版） |                |                        |
| 12   |        |                          | 2012年2月24日  | ISBN 978-4-08-630663-8                                                        |                |                        |

### 漫畫
| 冊數 | 集英社        | 集英社                 | 青文出版社    | 青文出版社             |
| 冊數 | 發售日期      | ISBN                   | 發售日期      | ISBN                   |
| ---- | ------------- | ---------------------- | ------------- | ---------------------- |
| 1    | 2010年4月30日 | ISBN 978-4-08-870042-7 | 2010年7月28日 | ISBN 978-986-256-389-2 |
| 2    | 2010年9月3日  | ISBN 978-4-08-870108-0 |               |                        |

## 電視動畫

### 製作人員
- 原作、系列構成：松智洋
- 主要編劇：木村暢
- 人物設計：中本尚子
- 音響監督：明田川仁
- 音樂：高木隆次
- 動畫檢查：中谷亞沙美
- 上色指定檢查：月館順子、村田惠里子
- 美術設定：前田實
- 音響效果：中野勝博
- 錄音調整：安齊步
- 錄音助手：武田直城
- 音響製作擔當：田中理惠
- CG作畫監督：藤澤俊幸
- 製作進行：山田普士
- 動畫制作：AIC
- 製作：迷途小貓同好會

### 主題曲
片頭曲
- 「はっぴぃ にゅう にゃあ」（第1～6、8～12話）

作詞：くまのきよみ
作曲・編曲：高木隆次
歌：芹澤文乃（伊藤加奈惠）、梅之森千世（井口裕香）、霧谷希（竹達彩奈）
- 「ＧＯ！グランブレイバー！」（第7話）

作詞：三重野瞳
作曲・編曲：高木隆次
歌：福山芳樹
片尾曲
- 「イチャラブCome Home!」（第1～5、8～10、12話）

作詞：くまのきよみ
作曲・編曲：高木隆次
歌：芹澤文乃（伊藤加奈惠）、梅之森千世（井口裕香）、霧谷希（竹達彩奈）
- 「迷い猫同好会の歌」（第6話）

作詞：くまのきよみ
作曲・編曲：高木隆次
歌：芹澤文乃（伊藤加奈惠）、梅之森千世（井口裕香）、霧谷希（竹達彩奈）
- 「奏でて星歌」（第7話）

作詞：三重野瞳
作曲・編曲：高木隆次
歌：三重野瞳
- 「ブルマの歌」（第11話）

作詞：松智洋
作曲・編曲：高木隆次
歌：梅ノ森学園 ブルマ派
插入曲
- 「スパッツの歌」（第11話）

作詞：松智洋
作曲・編曲：高木隆次
歌：梅ノ森学園 スパッツ派

### DVD、Blu-ray Disc
| 卷數                   | 發售日         | 收錄内容                                              | 規格編號                              |
| ---------------------- | -------------- | ----------------------------------------------------- | ------------------------------------- |
| 嬌蠻貓娘大橫行！ 第1卷 | 2010年6月25日  | 第1話「迷途小貓，奔跑了」 第2話「迷途小貓，笑了」     | GNCA-1261（Blu-ray） GNBA-1681（DVD） |
| 嬌蠻貓娘大橫行！ 第2卷 | 2010年7月30日  | 第3話「迷途小貓，找到了」 第4話「迷途小貓，脫了」     | GNXA-1262（Blu-ray） GNBA-1682（DVD） |
| 嬌蠻貓娘大橫行！ 第3卷 | 2010年8月27日  | 第5話「迷途小貓，哭了」 第6話「迷途小貓，麻煩了」     | GNXA-1263（Blu-ray） GNBA-1683（DVD） |
| 嬌蠻貓娘大橫行！ 第4卷 | 2010年9月24日  | 第7話「迷途小貓，出動了」 第8話「迷途小貓，抽了」     | GNXA-1264（Blu-ray） GNBA-1684（DVD） |
| 嬌蠻貓娘大橫行！ 第5卷 | 2010年10月29日 | 第9話「迷途小貓，游泳了」 第10話「迷途小貓，帶來了」  | GNXA-1265（Blu-ray） GNBA-1685（DVD） |
| 嬌蠻貓娘大橫行！ 第6卷 | 2010年11月26日 | 第11話「迷途小貓，分裂了」 第12話「迷途小貓，決定了」 | GNXA-1266（Blu-ray） GNBA-1686（DVD） |

DVD與Blu-ray Disc均未收錄第13話。

### 各话列表
| 话数   | 标题             | 导演       | 剧本     | 分镜       | 演出     | 作画监督            |
| ------ | ---------------- | ---------- | -------- | ---------- | -------- | ------------------- |
| 01     | 迷途小猫，奔跑了 | 板垣伸     | 板垣伸   | 板垣伸     | 板垣伸   | 石川雅一            |
| 02     | 迷途小猫，笑了   | 八谷賢一   | 木村暢   | 八谷賢一   | 石川敏浩 | 君岛几智 木下由美子 |
| 03     | 迷途小猫，找到了 | 平池芳正   | 平池芳正 | 平池芳正   | 唐户光博 | 岩佐智子            |
| 04     | 迷途小猫，脱了   | 大地丙太郎 | 木村畅   | 大地丙太郎 | 高田昌宏 | 石田智子            |
| 05     | 迷途小猫，哭了   | 福田道生   | 木村畅   | 福田道生   | 福田道生 | 江原康之            |
| 06     | 迷途小猫，麻烦了 | 池端隆史   | 池端隆史 | 池端隆史   | 池端隆史 | 武智敏光            |
| 07     | 迷途小猫，出动了 | 久城凛音   | 木村畅   | 久城凛音   | 久城凛音 | 椛岛洋介            |
| 08     | 迷途小猫，抽了   | 小野学     | 木村畅   | 小野学     | 小野学   | 久行宏和            |
| 09     | 迷途小猫，游泳了 | 平田智浩   | 木村畅   | 平田智浩   | 平田智浩 | 大河原晴男          |
| 10     | 迷途小猫，带来了 | 佐藤卓哉   | 佐藤卓哉 | 佐藤卓哉   | 佐藤卓哉 | 菊池聪延            |
| 11     | 迷途小猫，分裂了 | 草川啟造   | 木村畅   | 草川启造   | 吉田泰三 | 佐佐木贵宏          |
| 12     | 迷途小猫，决定了 | 佐藤順一   | 木村畅   | 佐藤顺一   | 笠井賢一 | 小谷杏子            |
| 总集篇 | 迷途小猫，结束了 | -          | 泽田拓   | -          | 山田麻耶 | -                   |

### 放送局
| 播放地區 | 播放電視台 | 播放日期                | 播放時間（UTC+9）          | 所屬電視網 | 備註                            |
| -------- | ---------- | ----------------------- | -------------------------- | ---------- | ------------------------------- |
| 東京都   | TOKYO MX   | 2010年4月6日 - 6月29日  | 星期二 23時00分 - 23時30分 | 独立UHF局  |                                 |
| 兵庫縣   | SUN電視台  | 2010年4月8日 - 6月24日  | 星期四 26時10分 - 26時40分 | 独立UHF局  | 第13話未放送                    |
| 日本全域 | BS11       | 2010年4月10日 - 7月3日  | 星期六 24時00分 - 24時30分 | BS數位放送 | 製作委員会参加 「ANIME+」       |
| 日本全域 | Animate TV | 2010年4月11日 - 7月4日  | 星期日 12時00分 更新       | 網路電視   | 第1話和最新話1週免費            |
| 日本全域 | 萬代頻道   | 2010年4月11日 - 7月4日  | 星期日 12時00分 更新       | 網路電視   | 最新話1週免費                   |
| 日本全域 | Animax     | 2010年4月19日 - 7月12日 | 星期一 22時00分 - 22時30分 | CS放送     | 「LEVEL22」 有重播 第13話未放送 |
| 日本全域 | Animax     | 2010年10月30日          | 24時00分 - 30時00分        | CS放送     | 星期六晚間播放 第13話未放送     |

## 外部連結
- 動畫官方網站（页面存档备份，存于）（日語）
- Jump Square官方網站－嬌蠻貓娘大橫行（日語）
- Super Dash文庫作品介紹
- Super Dash文庫特集漫畫（日語）